# 长鳍白甲鱼
长鳍白甲鱼（学名：Varicorhinus macracanthus）为鲤科突吻鱼属的鱼类，俗名三角鲮。在中国，分布于元江等，常栖息于清水激流处。该物种的模式产地在越南。

## 扩展阅读
維基物種上的相關：长鳍白甲鱼